# Te cunosc de undeva! (sezonul 11)
Sezonul 11 al emisiunii de divertisment Te cunosc de undeva! a debutat la Antena 1 pe 18 februarie 2017. Emisiunea a fost prezentată de Alina Pușcaș și Cosmin Seleși. Juriul era format din Andrei Aradits, Andreea Bălan, Ozana Barabancea și Aurelian Temișan.

## Distribuția

### Celebrități
- Alex Vasilache - cântăreț
- Anda Adam - cântăreață
- Bianca Sârbu - actriță
- Biu Marquetti - cântăreață
- Cuza - cântăreț
- Liviu Vârciu & Andrei Ștefănescu - cântăreți
- Max Dragomir - cântăreț
- Ruby - cântăreață
- Sore Mihalache - actriță

### Juriul
- Andrei Aradits
- Andreea Bălan
- Ozana Barabancea
- Aurelian Temișan

### Jurizare
Dupa ce concurenții și-au făcut transformările, fiecare din membrii juriului acorda note de la 4 la 12. După notarea concurenților se alcătuia un clasament provizoriu al juriului. La acest clasament se adăugau punctele acordate de concurenți. Și anume, fiecare dintre concurenți avea la dispoziție cinci puncte pe care să le acorde artistului preferat. Concurentul cu cel mai mare punctaj după cele două jurizări câștiga ediția respectivă și primea 1000 de euro, pe care urma să îi doneze. La finalul sezonului, celebritatea câștigătoare a primit 15.000 de euro.

## Interpretări
Legendă:
     Câștigător
| Concurent                        | Ediția 1              | Ediția 2             | Ediția 3            | Ediția 4                                  | Ediția 5           | Ediția 6                          | Ediția 7                     | Ediția 8                              |
| -------------------------------- | --------------------- | -------------------- | ------------------- | ----------------------------------------- | ------------------ | --------------------------------- | ---------------------------- | ------------------------------------- |
| Alex Vasilache                   | Tina Turner           | Rag'n'Bone Man       | Aretha Franklin     | Andrea Bocelli                            | Liviu Vasilică     | Missy Elliott                     | CRBL                         | Gianna Nannini                        |
| Anda Adam                        | Stela Popescu         | Alicia Keys          | Katy Perry          | Charlie Puth                              | Corina Chiriac     | Daya                              | Lady Miss Kier               | Maria Butaciu                         |
| Bianca Sârbu                     | Elli Kokkinou         | Nelly Ciobanu        | Usher               | Fergie                                    | Daniel Crețu       | Shirley Bassey                    | Nicu Constantin              | Lara Fabian                           |
| Biu Marquetti                    | Lou Bega              | Whitney Houston      | Delia               | Matilda Pascal Cojocărița                 | Amara La Negra     | Daddy Yankee                      | Melanie Thornton             | David Lee Roth                        |
| Cuza                             | George Michael        | Tinu Vereșezan       | Raffaella Carrà     | Bob Marley                                | Jason Derulo       | Marina Voica                      | Justin Bieber                | Sandra                                |
| Liviu Vârciu & Andrei Ștefănescu | Titi & Rada           | Nosfe & Ruby         | Carla's Dreams      | Anastasia Lazariuc & Mihai Constantinescu | Rednex             | Loredana Groza & Cornelia Catanga | Michael Jackson & Diana Ross | Milli Vanilli                         |
| Max Dragomir                     | Robbie Williams       | Loredana Groza       | Bruno Mars          | Cher                                      | Prince             | Lionel Richie                     | Ion Dolănescu                | Cesaria Evora                         |
| Ruby                             | Lady Gaga             | Ariana Grande        | Ileana Sărăroiu     | Alesha Dixon                              | Zara Larsson       | Alex Velea                        | Amy Winehouse                | Beyonce                               |
| Sore                             | Viorica de la Clejani | P!nk                 | Pepe                | Rihanna                                   | Steven Tyler       | Paloma Faith                      | Smiley                       | Jessie J                              |
|                                  |                       |                      |                     |                                           |                    |                                   |                              |                                       |
| Concurent                        | Ediția 9              | Ediția 10            | Ediția 11           | Ediția 12                                 | Ediția 13          | Ediția 14                         | Ediția 15                    | FINALA                                |
| Alex Vasilache                   | Annie Lennox          | Nikos Vertis         | Ryan Tedder         | Morten Harket                             | Elena Merișoreanu  | Pitbull                           | Gabi Luncă                   | Elvis Presley                         |
| Anda Adam                        | Dolly Parton          | Dani Klein           | Chris Brown         | David Bisbal                              | Mary J. Blige      | Raye                              | Bonnie Tyler                 | Anda Adam & Matilda Pascal Cojocărița |
| Bianca Sârbu                     | Dan Spătaru           | Laura Lavric         | Shania Twain        | Jennifer Lopez                            | Jean de la Craiova | Shakira                           | Liviu Vârciu                 | Bianca Sârbu & Gabi Luncă             |
| Biu Marquetti                    | Coumba Gawlo          | Julio Iglesias       | Nicki Minaj         | Donna Summer                              | George Harrison    | Romica Puceanu                    | Afric Simone                 | Thalía                                |
| Cuza                             | Tudor Gheorghe        | Yann Destal          | Ylvis               | Ed Sheeran                                | Inna               | Chris Barron                      | Anthony Kiedis               | Cuza & Petrică Mâțu Stoian            |
| Liviu Vârciu & Andrei Ștefănescu | Bette Midler & Cher   | Dua Lipa & Sean Paul | The Proclaimers     | Maywood                                   | Lady Gaga & Sting  | Vasile Șeicaru & Ștefan Hrușcă    | Roy Scheider & Ben Vereen    | Salt-N-Pepa                           |
| Max Dragomir                     | Joey Tempest          | Justin Timberlake    | Tom Jones           | Sore                                      | Horia Brenciu      | Fuego                             | Stromae                      | Freddie Mercury                       |
| Ruby                             | Mirabela Dauer        | Catherine Zeta-Jones | Petrică Mâțu Stoian | Anda Adam                                 | Meghan Trainor     | Busta Rhymes                      | Peggy Lee                    | Ruby & Maria Dragomiroiu              |
| Sore                             | Adele                 | Christina Aguilera   | Aurelian Temișan    | Steliana Sima                             | Robert Smith       | Miley Cyrus                       | Nina Simone                  | Kylie Minogue                         |

## Scor total
Legenda
Numere roșii indică concurentul care a obținut cel mai mic scor.
Numere verzi indică concurentul care a obținut cel mai mare scor.
     indică concurentul care a părăsit competiția.
     indică concurentul câștigător.
     indică concurentul de pe locul 2.
     indică concurentul de pe locul 3.
| Concurent                        | Cel mai mic scor inclusiv finala | Cel mai mare scor inclusiv finala | 1  | 2  | 3  | 4  | 5  | 6  | 7  | 8  | 9  | 10 | 11 | 12 | 13 | 14 | 15 | locuri | Total (1-15) | Finala | Locuri |
| -------------------------------- | -------------------------------- | --------------------------------- | -- | -- | -- | -- | -- | -- | -- | -- | -- | -- | -- | -- | -- | -- | -- | ------ | ------------ | ------ | ------ |
| Alex Vasilache                   | 25                               | 76                                | 33 | 41 | 43 | 37 | 39 | 57 | 44 | 38 | 37 | 25 | 39 | 34 | 37 | 39 | 32 | 3      | 575          | 76     | 5      |
| Anda Adam                        | 20                               | 57                                | 42 | 22 | 24 | 20 | 26 | 47 | 41 | 30 | 38 | 28 | 57 | 29 | 42 | 26 | 42 | 7      | 514          | ―      | ―      |
| Bianca Sârbu                     | 19                               | 53                                | 33 | 40 | 45 | 53 | 34 | 36 | 23 | 28 | 25 | 22 | 33 | 52 | 19 | 34 | 33 | 8      | 510          | ―      | ―      |
| Biu Marquetti                    | 16                               | 80                                | 45 | 38 | 37 | 40 | 38 | 28 | 64 | 33 | 40 | 16 | 39 | 49 | 20 | 35 | 43 | 4      | 565          | 80     | 3      |
| Cuza                             | 18                               | 52                                | 18 | 47 | 52 | 22 | 27 | 19 | 38 | 20 | 48 | 41 | 44 | 23 | 26 | 49 | 27 | 9      | 501          | ―      | ―      |
| Liviu Vârciu & Andrei Ștefănescu | 24                               | 83                                | 48 | 32 | 42 | 52 | 30 | 24 | 32 | 42 | 30 | 34 | 29 | 31 | 53 | 42 | 39 | 5      | 560          | 83     | 1      |
| Max Dragomir                     | 16                               | 79                                | 40 | 16 | 47 | 36 | 77 | 34 | 19 | 40 | 55 | 40 | 47 | 58 | 67 | 27 | 47 | 1      | 650          | 79     | 4      |
| Ruby                             | 17                               | 71                                | 43 | 38 | 23 | 38 | 28 | 44 | 39 | 53 | 21 | 71 | 17 | 28 | 31 | 26 | 36 | 6      | 536          | ―      | ―      |
| Sore Mihalache                   | 20                               | 82                                | 31 | 59 | 20 | 35 | 34 | 44 | 33 | 49 | 39 | 56 | 28 | 29 | 38 | 55 | 34 | 2      | 584          | 82     | 2      |